# Breitenthal, Birkenfeld
Breitenthal là một đô thị ở huyện Birkenfeld, bang Rheinland-Pfalz, nước Đức. Đô thị Breitenthal, Birkenfeld có diện tích 3,68 km².